# Mahdi Sohrabi
Mahdi Sohrabi ou Mehdi Sohrabi, né le 12 octobre 1981 à Zandjan, est un coureur cycliste professionnel iranien.

## Biographie
Il a notamment remporté les sixième et septième édition de l'UCI Asia Tour. Pour la saison 2012, il a été annoncé dans les équipes AG2R La Mondiale et Geox-TMC avant d'être finalement recruté par l'équipe Lotto-Belisol, au sein de laquelle il ne passera qu'une saison.
En juillet 2019, il figure dans la liste des coureurs provisoirement suspendus pour cause d'« usage de méthodes et/ou substances interdites ». En janvier 2020, il est suspendu pour quatre ans pour dopage, rétrospectivement à partir de juillet 2019. Son titre de champion d'Iran sur route de 2019 lui est retiré. Sa fin de suspension arrivant à terme le 2 juillet 2023, il rejoint l'équipe Iraq Cycling Project.

## Palmarès sur route

### Par années
- 2003
  - 2e du Tour d'Azerbaïdjan
- 2005
  -  Champion d'Iran sur route
  -  Champion d'Iran du contre-la-montre
  - 4e étape du Kerman Tour
  - 6e étape du Tour d'Azerbaïdjan
  - 5e étape du Tour of Milad du Nour
- 2006
  -  Champion d'Asie sur route
  - 3e étape du Tour of Milad du Nour
  -  Médaillé d'argent de la course en ligne aux Jeux asiatiques
- 2007
  - Jelajah Malaysia
  - 4e et 6e étapes du Kerman Tour
  - 1re étape du Tour de Java oriental
  - 1re, 6e et 7e étapes du Tour of Milad du Nour
  - 6e étape du Tour de Hokkaido
- 2008
  - 2e étape du Tour d'Iran
  - 1re, 4e et 5e étapes du Tour d'Azerbaïdjan
  - Governor of Malacca Cup  :
    - Classement général
    - 1re étape

  - 2e et 3e étapes Tour of Negri Sembilan
  - 3e du Tour of Negri Sembilan
- 2009
  -  Champion d'Iran du contre-la-montre
  - 2e étape du Jelajah Malaysia
  - Tour of Milad du Nour :
    - Classement général
    - 2e et 4e étapes

  - 4e étape du Tour d'Azerbaïdjan
  - Tour d'Indonésie :
    - Classement général
    - 1re (contre-la-montre par équipes) et 6e étapes
- 2010
  - UCI Asia Tour
  -  Champion d'Asie sur route
  -  Champion d'Iran sur route
  - 1re (contre-la-montre par équipes) et 6e étapes du Tour de Singkarak
  - 6e et 9e étapes du Tour du lac Qinghai
- 2011
  - UCI Asia Tour
  - Kerman Tour :
    - Classement général
    - 1re, 2e, 3e, 4e et 5e étapes

  - Jelajah Malaysia :
    - Classement général
    - 1re et 6e étapes

  - 2e étape du Tour de Taïwan
  - Tour d'Azerbaïdjan :
    - Classement général
    - 2e étape (contre-la-montre par équipes)

  - 4e étape de l'International Presidency Tour
  - 7e étape du Tour du lac Qinghai
  - 2e du championnat d'Iran du contre-la-montre
- 2012
  -  Médaillé d'argent du championnat d'Asie sur route
- 2013
  - 3e étape du Tour des Philippines
  - 7e étape du Tour de Singkarak
  - 2e et 5e étapes du Tour de Bornéo
- 2014
  - 4e étape du Tour de l'Ijen
- 2015
  - 3e étape du Tour de Singkarak
- 2016
  -  Champion d'Iran sur route
- 2017
  -  Champion d'Iran sur route
- 2018
  -  Médaillé d'argent du championnat d'Asie du contre-la-montre par équipes
  -  Médaillé de bronze du championnat d'Asie sur route
- 2019
  -  Champion d'Iran sur route
- 2025
  - 3e du championnat d'Iran sur route

### Classements mondiaux
| Année         | 2005 | 2006 | 2007 | 2008 | 2009 | 2010 | 2011 | 2012 | 2013 | 2014 | 2015 | 2016 | 2017 | 2018 |
| ------------- | ---- | ---- | ---- | ---- | ---- | ---- | ---- | ---- | ---- | ---- | ---- | ---- | ---- | ---- |
| UCI Asia Tour | 7e   | 8e   | 5e   | 4e   | 24e  | 1er  | 1er  |      | 65e  | 55e  | 73e  | 68e  | 86e  | 26e  |

## Palmarès sur piste

### Championnats d'Asie
- Changwon 2003
  -  Médaillé d'argent de la course aux points
  -  Médaillé d'argent du scratch
  -  Médaillé d'argent de la poursuite par équipes
- Yokkaichi 2004
  -  Médaillé d'argent de la poursuite par équipes
- Ludhiana 2005
  -  Médaillé d'argent de la poursuite par équipes
- Kuala Lumpur 2006
  -  Médaillé de bronze de l'américaine
- Bangkok 2007
  -  Médaillé d'argent de la poursuite individuelle
  -  Médaillé d'argent de la poursuite par équipes
  -  Médaillé de bronze de l'américaine
- Nara 2008
  -  Médaillé d'argent de la poursuite par équipes
- Tenggarong 2009
  -  Champion d'Asie du scratch
- Nilai 2018
  -  Médaillé d'argent de l'américaine

### Jeux Asiatiques
- Doha 2006 
  -  Médaillé d'argent de la poursuite par équipes
  -  Médaillé de bronze de l'américaine